# 宝島の地図
「宝島の地図」（たからじまのちず）は、BSフジで2000年12月から放送されていたテレビ番組。また、以降続く番組シリーズの総称。自称世界で最もハードルの低いデジタルメディア番組。

## 概要
- 「夜中に子供が盗み見る大人の番組」というコンセプトを元に、人形劇や亀などの爬虫類が登場する吹き替えコントなどシュールな企画を放送していた番組。第2期以降は2週間におきに新作が放送され、週2回の再放送枠を含め計6回ずつ放送されていた。
- 後期は3ヶ月で5回分を放送しさらに3ヶ月間再放送を行っていた。

### 新しい単位
- 番組開始から全てのシリーズで放送されていたコーナー。『痛みの基準はハナゲ』というジョークがチェーンメールによって流布されたことがきっかけとなり「長さや重さ以外にもかっこよさや男らしさに単位があってもいいじゃないか」という発想から設立された[1]『STNK・世界単位認定協会』が毎回、新たな単位と使用例を紹介する。

- 書籍化されシリーズ累計で40万部を超えるベストセラーとなる[1]。2冊の書籍と放送内容をまとめたDVD版が発売された。

## 宝島の地図（第1期）
2000年12月～2001年3月、BSフジ開局と同時にスタート。30分間の放送。
亀の坂本君と永井君（声はバナナマン）が宝島へ向かう船上で番組を進行していく。スポンサーにSONYがついていたため、当時新商品のエアボードが番組中頻繁に登場した。また、番組ホームページでは毎週更新の宝探しゲームが行われていた。

### コーナー
- おばあちゃんの知恵袋
- サブミニナル

## 宝島の地図Professional（第2期）
2001年4月～9月。水曜午後10時からの放送になり、放送時間は1時間に拡大した。しかし、新作と再放送を交互に行うようになったため、制作のペースとしては第1期と変わらない。

## 宝島の地図PINEAPPLE（第3期）
2001年10月～2002年3月。

### コーナー
- 聖セシル学園 薔薇のブレリア
- カッチョイイ大人
- ジャパニーズ ジェントルマン スタンダップ プリーズ

## お宝島の地図（第4期）
2002年4月～9月。

## 宝島の地図よっ（第5期）
2002年10月～2003年3月。

## ニセ宝島の地図 （第6期）
2003年7月～。詳しくはニセ宝島の地図の項を参照。

## 宝島の地図エイト（第7期）
地上デジタル放送スタートやBSデジタル受信者急増に伴いメジャーな番組への移行を宣言した。毎回ゲストを呼んでのスタジオトークや様々なリポートが行われ、この頃からバナナマンがレギュラーではなくゲスト扱いになる。

### コーナー
- ニックジャガー
- キムニコルのエイトショッピング

## 宝島の地図セブン（第8期）
2004年7月～。毎回スポーツをテーマに放送している。しかしテーマとは裏腹に「スポーツなんて大嫌い」と銘打たれていた。

### コーナー
- 漆黒のアドボロス

## 出演者・スタッフ
- 中野美奈子（フジテレビアナウンサー）（第6期？）
- バナナマン（日村勇紀・設楽統、第1期～）

- Rita-iota（歌手・テーマソング）
- 五月女ケイ子（イラストレーター）
- 細川貂々（タイトルロゴイラスト）
- 石川さん（AD兼出演者）
- 片岡K（演出）
- 上田大輔（演出）